# Twilight, chapitre III : Hésitation
Cet article concerne le film de David Slade. Pour le roman original de Stephenie Meyer, voir Hésitation.
Pour les articles homonymes, voir Hésitation.
Série Twilight
Twilight, chapitre II : Tentation
(2009) Twilight, chapitre IV : Révélation, 1re partie
(2011)
Pour plus de détails, voir Fiche technique et Distribution.
Twilight, chapitre III : Hésitation ou La Saga Twilight : Hésitation au Québec (Eclipse) est un film américain fantastique réalisé par David Slade, sorti en 2010. Il s'agit du troisième volet de l'adaptation cinématographique de la série de romans de Stephenie Meyer, Twilight.

## Synopsis
La famille Cullen est de retour à Forks. Alors que Bella et Edward en sont à leur dernière année de lycée, ils vivent le parfait bonheur après la demande en mariage d'Edward, qui a quelque peu chamboulé Bella, car Edward a accepté de la transformer lui-même en vampire à condition que le mariage soit prononcé entre eux deux. Cependant, ils doivent faire face à un obstacle, Jacob Black, le meilleur ami de Bella qui est fou amoureux d'elle et refuse que Bella soit transformée en vampire. Parallèlement, une série de crimes, plus affreux les uns que les autres, touche la ville de Seattle. Rivaux ou pas, vampires et loups-garous devront s'unir pour faire cesser ces drames, et protéger Forks d'une ennemie assoiffée de vengeance. Pendant ce temps, Bella doit choisir entre l'amour qu'elle éprouve pour Edward ou son amitié fusionnelle avec Jacob.

## Fiche technique
- Titre original : Eclipse
- Titre français : Twilight, chapitre III : Hésitation
- Titre québécois : La Saga Twilight : Hésitation
- Réalisation : David Slade
- Scénario : Melissa Rosenberg d'après Hésitation de Stephenie Meyer
- Directeur de la photographie : Javier Aguirresarobe
- Musique : Howard Shore
- Tournage : du 17 août 2009 au 31 octobre 2009
- Budget : 68 000 000 $
- Pays :  États-Unis
- Langue originale : anglais
- Format : Son Dolby Digital DTS - 35 mm
- Genre : fantastique, action et romance
- Durée du film : 124 minutes
- Dates de sortie :
  -  Belgique /  Canada /  États-Unis : 30 juin 2010
  -  France /  Suisse : 7 juillet 2010

## Distribution
- Kristen Stewart (VF : Noémie Orphelin ; VQ : Annie Girard) : Bella Swan
- Robert Pattinson (VF : Thomas Roditi ; VQ : Nicholas Savard L'Herbier) : Edward Cullen
- Taylor Lautner (VF : Nessym Guetat ; VQ : Xavier Dolan) : Jacob Black
- Ashley Greene (VF : Edwige Lemoine ; VQ : Ariane-Li Simard-Côté) : Alice Cullen
- Nikki Reed (VF : Marie-Eugénie Maréchal ; VQ : Agathe Lanctôt) : Rosalie Hale

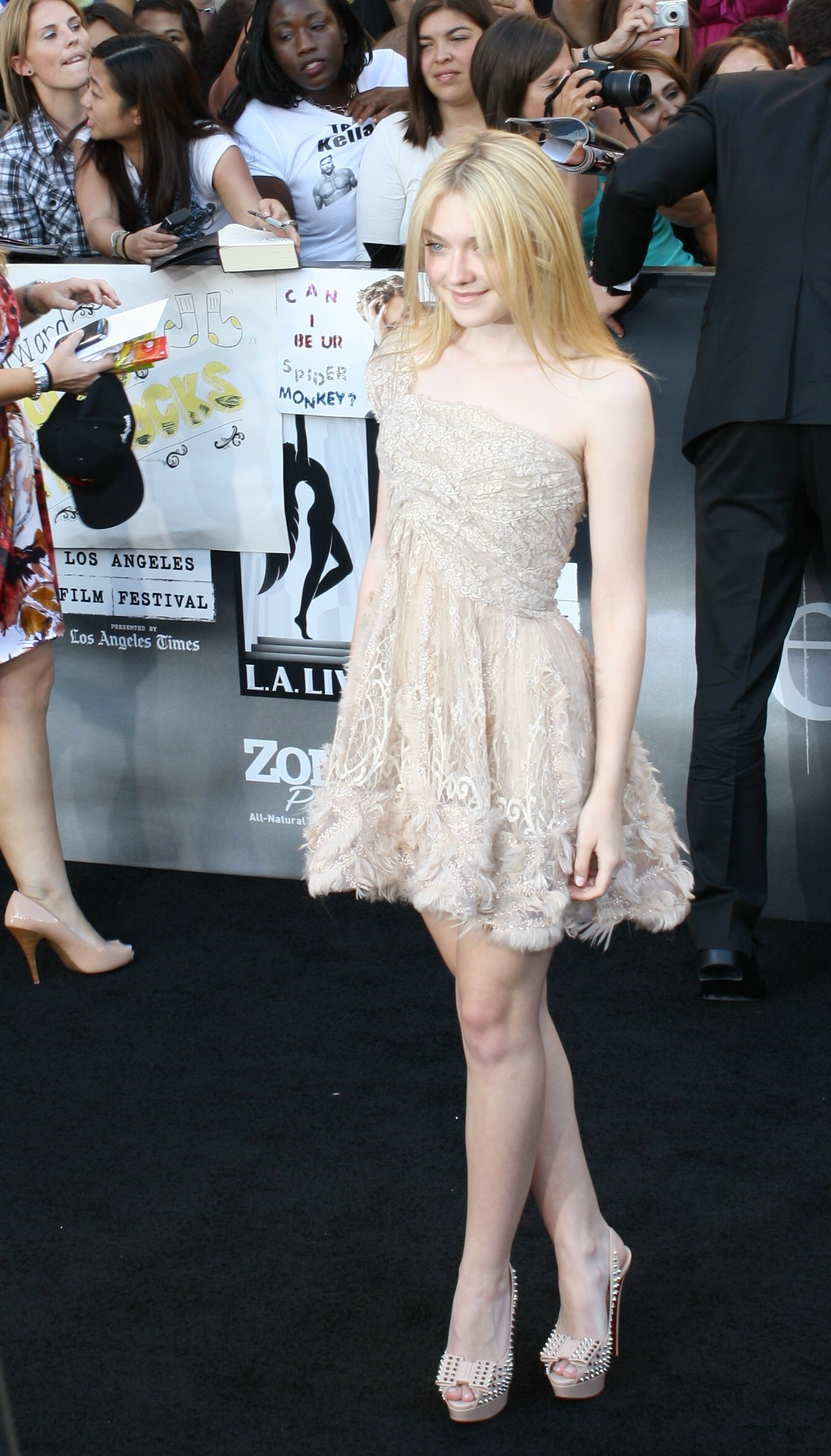
L'actrice Dakota Fanning à la première du film, le 24 juin 2010.

- Jackson Rathbone (VF : Yoann Sover ; VQ : Nicolas Charbonneaux-Collombet) : Jasper Hale
- Kellan Lutz (VF : Stéphane Pouplard ; VQ : Sébastien Rajotte) : Emmett Cullen
- Peter Facinelli (VF : Bruno Choël ; VQ : Frédérik Zacharek) : Docteur Carlisle Cullen
- Elizabeth Reaser (VF : Barbara Delsol ; VQ : Pascale Montreuil) : Esmée Cullen
- Xavier Samuel (VF : Franck Monsigny ; VQ : Martin Watier) : Riley Biers
- Jodelle Ferland (VF : Adeline Chetail) : Bree Tanner
- Bryce Dallas Howard (VF : Barbara Beretta ; VQ : Mélanie Laberge) : Victoria
- Anna Kendrick (VF : Karine Foviau ; VQ : Catherine Bonneau) : Jessica
- Michael Welch (VF : Donald Reignoux ; VQ : Marc Saint-Martin) : Mike Newton
- Christian Serratos (VQ : Magalie Lépine-Blondeau) : Angela Weber
- Sarah Clarke (VF : Rafaèle Moutier ; VQ : Catherine Proulx-Lemay) : Renée Dwyer
- Justin Chon (VF : Alexandre Nguyen ; VQ : Gabriel Lessard) : Eric Yorkie
- Billy Burke (VF : Arnaud Arbessier ; VQ : Gilbert Lachance) : Charlie Swan
- Kiowa Gordon (VF : Benjamin Pascal ; VQ : Kevin Houle) : Embry Call
- Tyson Houseman (VF : Pascal Grull ; VQ : Nicolas Bacon) : Quil Ateara
- Bronson Pelletier (en) (VF : Fabrice Fara ; VQ : David Laurin) : Jared
- Alex Meraz (VF : Maël Davan-Soulas ; VQ : Guillaume Champoux) : Paul
- Julia Jones (VF : Laurence Dourlens ; VQ : Laurence Dauphinais) : Leah Clearwater
- Tinsel Korey (VF : Marie Zidi ; VQ : Sophie Martin) : Emily Young
- Chaske Spencer (VF : Boris Rehlinger ; VQ : Éric Bruneau) : Sam Uley
- Gil Birmingham (VF : Stéphane Bazin) : Billy Black
- Paul Jarrett : M. Biers
- Iris Quinn : Mme Biers
- Alex Rice : Sue Clearwater
- Boo Boo Stewart (VQ : Alexandre Bacon) : Seth Clearwater
- Jack Huston (VF : Damien Boisseau) : Royce King
- Ben Geldreich : John
- Daniel Cudmore (VF : Emmanuel Gradi) : Felix
- Dakota Fanning (VF : Kelly Marot ; VQ : Viviane Pacal) : Jane
- Cameron Bright (VF : Sébastien Desjours) : Alec
- Charlie Bewley (VF : Damien Witecka) : Demetri
- Leah Gibson : Nettie
- Kirsten Prout : Lucy
- Peter Murphy : l'homme froid
- Byron Chief-Moon : Taha Aki
- Catalina Sandino Moreno : Maria (non créditée)

- Version française
  - Studio de doublage : Dubbing Brothers
  - Direction artistique : Marie-Christine Chevalier
  - Adaptation des dialogues : Philippe Videcoq

Source et légende : Version française (VF) sur AlloDoublage et Version québécoise (VQ) sur Doublage QC

## Bande originale
| The Twilight Saga: Eclipse Soundtrack (8 juin 2010) 1. Eclipse (All Yours) - Metric 2. Neutron Star Collision (Love is Forever) - Muse 3. Ours - The Bravery 4. Heavy in Your Arms - Florence and the Machine 5. My Love - Sia 6. Atlas - Fanfarlo 7. Chop and Change - The Black Keys 8. Rolling in on a Burning Tire - The Dead Weather 9. Let's Get Lost - Beck and Bat for Lashes 10. Jonathan Low - Vampire Weekend 11. With You in My Head - UNKLE featuring The Black Angels 12. A Million Miles an Hour - Eastern Conference Champions 13. Life on Earth - Band of Horses 14. What Part of Forever - Cee-Lo Green 15. Jacob's Theme (inst.) - Howard Shore | Eclipse, the Score (29 juin 2010) 1. Riley - 1:53 2. Compromise/ Bella's Theme - 2:44 3. Bella's Truck/ Florida - 1:50 4. Victoria - 2:18 5. Imprinting - 2:07 6. The Cullens Plan - 2:19 7. First Kiss - 2:00 8. Rosalie - 4:09 9. Decisions, Decisions ? - 1:50 10. They're Coming Here - 4:01 11. Jacob Black - 2:13 12. Jasper - 3:56 13. Wolf Scent - 2:19 14. Mountain Peak - 5:03 15. The Kiss - 3:45 16. The Battle/ Victoria vs. Edward - 6:40 17. Jane - 3:12 18. As Easy as Breathing - 3:21 19. Wedding Plans - 6:12 Tous titres composés par Howard Shore, sauf Victoria par Alexandre Desplat |

## Distinctions
|                                                                                         |  |  |
| Les acteurs principaux Robert Pattinson et Kristen Stewart au San Diego Comic-Con 2011. |  |  |

### Récompenses
- MTV Movie Awards 2011 : Meilleur film ; Meilleur acteur (Robert Pattinson) ; Meilleure actrice (Kristen Stewart) ; Meilleur baiser (Kristen Stewart et Robert Pattinson) ; Meilleur combat (Bryce Dallas Howard, Robert Pattinson et Xavier Samuel)
- Razzie Awards 2011 : Pire acteur dans un second rôle pour Jackson Rathbone

### Nominations
- MTV Movie Awards 2011 : Meilleur acteur Taylor Lautner ; Meilleur baiser Kristen Stewart et Taylor Lautner ; Révélation de l'année Xavier Samuel.
- Razzie Awards 2011 : Pire film ; Pire suite, préquelle, remake ou dérivé ; Pire acteur (Robert Pattinson et Taylor Lautner) ; Pire actrice (Kristen Stewart) ; Pire couple à l'écran ; Pire réalisateur ; Pire scénario.

## Box-office
| Pays ou région | Box-office        | Date d'arrêt du box-office | Nombre de semaines |
| -------------- | ----------------- | -------------------------- | ------------------ |
| Mondial        | 698 491 347 $US   | 2010                       |                    |
| États-Unis     | 399 762 214 $US   | 2010                       |                    |
| France         | 3 996 967 entrées | 2010                       | 7                  |
| Québec         | 13 826 070 $CAN   | 18 juillet 2010            | 4                  |

## La suite:Révélation
Le dernier volet de la saga Twilight de Stephenie Meyer est divisé en deux parties : la première est sortie le 16 novembre 2011, la seconde est prévue pour le 14 novembre 2012. Elles sont réalisées par Bill Condon et Stephenie Meyer a annoncé qu'elle fera partie de l'équipe de production.